# Матчи сборной СССР по хоккею с шайбой (1980—1984)

## 1980
| №528 30.01.80. | Гармиш-Партенкирхен. СССР — ФРГ — 7:4 (3:0, 0:3, 4:1) | Товарищеский матч      |
| СССР: Третьяк; Бабинов — Фетисов, Васильев — Стариков, Билялетдинов — Первухин (1), Касатонов (1) — Лутченко; Михайлов — Петров (1) — Харламов, С. Макаров — Жлуктов — Балдерис, Мальцев (2) — В. Голиков — А. Голиков (1), Лебедев — Крутов (1) — Капустин, Скворцов.            |                                                       |                        |
| №529 31.01.80. | Крефельд. СССР — ФРГ — 4:2 (2:2, 2:0, 0:0)            | Товарищеский матч      |
| СССР: Мышкин; Бабинов — Фетисов, Васильев — Стариков, Билялетдинов — Первухин, Касатонов — Лутченко; Михайлов — Петров (1) — Харламов, С. Макаров (2) — Жлуктов (1) — Балдерис, Мальцев — В. Голиков — А. Голиков, Лебедев — Крутов — Капустин, Скворцов.                         |                                                       |                        |
| №530 09.02.80. | Нью-Йорк. СССР — США 10:3 (4:0, 2:1, 4:2)             | Товарищеский матч      |
| СССР: Третьяк; Бабинов — Фетисов, Васильев — Стариков (1), Билялетдинов — Первухин, Касатонов — Лутченко; Михайлов (1) — Петров (1) — Харламов (1), Скворцов — Жлуктов — Балдерис, С. Макаров (1) — В. Голиков — А. Голиков, Лебедев — Мальцев (2) — Крутов (3).                  |                                                       |                        |
| №531 12.02.80. | Лейк-Плэсид. СССР — Япония — 16:0 (8:0, 5:0, 3:0)     | Олимпийские игры 1980  |
| СССР: Третьяк (Мышкин, 21); Касатонов (1) — Фетисов (2), Васильев — Стариков (1), Билялетдинов — Первухин; Михайлов (1) — Петров (2) — Харламов (1), Скворцов — Жлуктов (1) — Балдерис (1), С. Макаров (1) — В. Голиков (2) — А. Голиков (3), Лебедев — Мальцев — Крутов.         |                                                       |                        |
| №532 14.02.80. | Лейк-Плэсид. СССР — Голландия — 17:4 (8:1, 7:1, 2:2)  | Олимпийские игры 1980  |
| СССР: Мышкин; Касатонов — Фетисов (1), Васильев (1) — Стариков, Билялетдинов — Первухин; Михайлов — Петров (1) — Харламов (1), Скворцов — Жлуктов (1) — Балдерис, С. Макаров (2) — В. Голиков — А. Голиков (2), Лебедев (3) — Мальцев (2) — Крутов (3).                           |                                                       |                        |
| №533 16.02.80. | Лейк-Плэсид. СССР — Польша — 8:1 (5:1, 1:0, 2:0)      | Олимпийские игры 1980  |
| СССР: Третьяк; Касатонов — Фетисов, Васильев — Стариков, Билялетдинов (1) — Первухин; Михайлов (1) — Петров — Харламов (1), Скворцов (1) — Жлуктов — Балдерис (3), С. Макаров — В. Голиков — А. Голиков, Лебедев — Мальцев (1) — Крутов.                                          |                                                       |                        |
| №534 18.02.80. | Лейк-Плэсид. СССР — Финляндия — 4:2 (0:1, 1:0, 3:1)   | Олимпийские игры 1980  |
| СССР: Третьяк; Касатонов — Фетисов (1), Васильев — Стариков, Билялетдинов — Первухин; Михайлов (1) — Петров — Харламов, Скворцов — Жлуктов — Балдерис, С. Макаров — В. Голиков — А. Голиков, Лебедев — Мальцев (1) — Крутов (1).                                                  |                                                       |                        |
| №535 20.02.80. | Лейк-Плэсид. СССР — Канада — 6:4 (1:1, 1:2, 4:1)      | Олимпийские игры 1980  |
| СССР: Третьяк; Касатонов (1) — Фетисов, Васильев — Стариков, Билялетдинов — Первухин; Михайлов (2) — Петров — Харламов, Скворцов — Жлуктов — Балдерис (1), С. Макаров — В. Голиков — А. Голиков (2), Лебедев — Мальцев — Крутов.                                                  |                                                       |                        |
| №536 22.02.80. | Лейк-Плэсид. СССР — США — 3:4 (2:2, 1:0, 0:2)         | Олимпийские игры 1980  |
| СССР: Третьяк (Мышкин, 20); Касатонов — Фетисов, Васильев — Стариков, Билялетдинов — Первухин; Михайлов — Петров — Харламов, Скворцов — Жлуктов — Балдерис, С. Макаров (1) — В. Голиков — А. Голиков, Лебедев — Мальцев (1) — Крутов (1).                                         |                                                       |                        |
| №537 24.02.80. | Лейк-Плэсид. СССР — Швеция — 9:2 (4:0, 5:0, 0:2)      | Олимпийские игры 1980  |
| СССР: Мышкин; Касатонов — Фетисов (1), Васильев (1) — Стариков, Билялетдинов — Первухин; Михайлов (1) — Петров (1) — Харламов, Скворцов (1) — Жлуктов (1) — Балдерис, С. Макаров (1) — В. Голиков — А. Голиков, Лебедев — Мальцев (1) — Крутов (1).                               |                                                       |                        |
| №538 15.04.80. | Хяменлинна. СССР — Финляндия — 8:3 (5:2, 1:1, 2:0)    | Товарищеский матч      |
| СССР: Мышкин; Бабинов — Фетисов, Билялетдинов — Первухин (1), Вожаков — Лутченко (1), Стариков — И. Гимаев; Михайлов — Харламов (1) — Крутов (1), С. Макаров (1) — В. Голиков (1) — Дроздецкий, Лебедев — Мальцев (1) — Тюменев, Скворцов (1) — Ковин — Варнаков.                 |                                                       |                        |
| №539 16.04.80. | Хельсинки. СССР — Финляндия — 6:3 (5:1, 0:0, 1:2)     | Кубок Швеции           |
| СССР: Третьяк; Бабинов — Фетисов, Билялетдинов — Первухин, Вожаков — Лутченко, Стариков — И. Гимаев; Михайлов (1) — Харламов — Крутов (2), С. Макаров (2) — В. Голиков — Дроздецкий (1), Лебедев — Мальцев — Тюменев, Скворцов — Ковин — Варнаков.                                |                                                       |                        |
| №540 18.04.80. | Гётеборг. СССР — Швеция — 7:2 (2:0, 2:0, 3:2)         | Кубок Швеции           |
| СССР: Мышкин; Бабинов — Фетисов, Билялетдинов — Первухин, Вожаков — Лутченко, Стариков — И. Гимаев; Михайлов — Харламов — Крутов, С. Макаров (1) — В. Голиков (2) — Дроздецкий (2), Лебедев — Мальцев — Тюменев, Скворцов — Ковин (1) — Варнаков (1).                             |                                                       |                        |
| №541 20.04.80. | Гётеборг. СССР — Канада — 4:1 (2:1, 2:0, 0:0)         | Кубок Швеции           |
| СССР: Третьяк; Бабинов (1) — Фетисов, Билялетдинов — Первухин, Вожаков — Лутченко, Стариков — И. Гимаев; Михайлов (1) — Харламов (1) — Крутов, С. Макаров — В. Голиков — Дроздецкий, Лебедев — Мальцев — Тюменев, Скворцов (1) — Ковин — Варнаков.                                |                                                       |                        |
| №542 21.04.80. | Гётеборг. СССР — ЧССР — 2:1 (0:0, 1:1, 1:0)           | Кубок Швеции           |
| СССР: Мышкин; Бабинов (1) — Фетисов, Билялетдинов — Первухин, Вожаков — Лутченко, Стариков — И. Гимаев; Михайлов — Харламов — Крутов, С. Макаров — В. Голиков — Дроздецкий (1), Лебедев — Мальцев — Тюменев, Скворцов — Ковин — Варнаков.                                         |                                                       |                        |
| №543 03.09.80. | Тампере. СССР — Финляндия — 4:1 (1:0, 0:1, 3:0)       | Товарищеский матч      |
| СССР: Третьяк; Бабинов — Фетисов, Касатонов — Лутченко, Билялетдинов — Первухин, Вожаков — Васильев; Михайлов (1) — Харламов — Крутов, С. Макаров (1) — Жлуктов — Дроздецкий, Светлов — В. Голиков — А. Голиков (1), Балдерис — Мальцев (1) — Лебедев.                            |                                                       |                        |
| №544 04.09.80. | Хельсинки. СССР — Финляндия — 4:3 (0:2, 3:1, 1:0)     | Товарищеский матч      |
| СССР: Мышкин; Бабинов — Фетисов (1), Касатонов (1) — Лутченко, Билялетдинов — Первухин, Вожаков — Стариков; Скворцов — Ковин — Крутов, С. Макаров — Жлуктов (1) — Дроздецкий, Светлов — В. Голиков — А. Голиков, Балдерис (1) — Мальцев — Лебедев.                                |                                                       |                        |
| №545 07.09.80. | Гётеборг. СССР — Швеция — 3:0 (3:0, 0:0, 0:0)         | Товарищеский матч      |
| СССР: Третьяк; Бабинов — Фетисов, Касатонов — Лутченко, Билялетдинов — Первухин, Васильев — Стариков; Михайлов — Харламов — Крутов (1), С. Макаров — Жлуктов (1) — Дроздецкий, Светлов — В. Голиков — А. Голиков (1), Балдерис — Мальцев — Лебедев.                               |                                                       |                        |
| №546 09.09.80. | Седертелье. СССР — Швеция — 10:2 (5:1, 4:1, 1:0)      | Товарищеский матч      |
| СССР: Мышкин; Бабинов — Фетисов, Касатонов — Стариков (1), Билялетдинов — Первухин, Васильев — Вожаков; Михайлов — Харламов (1) — Крутов , С. Макаров (2) — Жлуктов (1) — Дроздецкий, Скворцов (1) — Ковин (1) — А. Голиков, Балдерис — Мальцев (2) — Лебедев (1).                |                                                       |                        |
| №547 11.09.80. | Прага. СССР — ЧССР — 5:3 (1:2, 2:1, 2:0)              | Товарищеский матч      |
| СССР: Третьяк; Бабинов — Стариков, Касатонов — Лутченко, Билялетдинов — Первухин, Вожаков — Васильев; Михайлов (2) — Харламов — Крутов, С. Макаров — Жлуктов (1) — Дроздецкий (1), Светлов — В. Голиков (1) — А. Голиков, Балдерис — Мальцев — Лебедев.                           |                                                       |                        |
| №548 12.09.80. | Прага. СССР — ЧССР — 2:2 (0:1, 2:1, 0:0)              | Товарищеский матч      |
| СССР: Мышкин; Бабинов — Фетисов, Касатонов — Лутченко, Билялетдинов — Первухин, Васильев — Стариков; Михайлов — Харламов (1) — Крутов (1), С. Макаров — Жлуктов — Дроздецкий, Балдерис — В. Голиков — Мальцев, Скворцов — Ковин — А. Голиков.                                     |                                                       |                        |
| №549 14.09.80. | Братислава. СССР — ЧССР — 4:2 (0:1, 3:1, 1:0)         | Товарищеский матч      |
| СССР: Третьяк; Бабинов — Фетисов, Касатонов (1) — Лутченко, Билялетдинов — Первухин, Васильев — Стариков; Михайлов — Харламов — Крутов (1), С. Макаров — Жлуктов — Дроздецкий (2), Скворцов — В. Голиков — А. Голиков, Балдерис — Мальцев — Лебедев.                              |                                                       |                        |
| №550 16.12.80. | Москва. СССР — Финляндия — 10:0 (3:0, 1:0, 6:0)       | Приз газеты «Известия» |
| СССР: Третьяк; Касатонов — Фетисов, Бабинов — Стариков, Билялетдинов (1) — Первухин, Кучеренко — Н. Макаров; С. Макаров (2) — Жлуктов — Дроздецкий (1), Крутов — В. Голиков (2) — Хомутов, Мальцев (1) — Антипов — Балдерис, Шалимов (2) — Шепелев (1) — Светлов.                 |                                                       |                        |
| №551 18.12.80. | Москва. СССР — ЧССР — 4:5 (1:1, 1:3, 2:1)             | Приз газеты «Известия» |
| СССР: Мышкин; Касатонов (1) — Фетисов, Бабинов — Стариков, Билялетдинов — Первухин (1), Кучеренко — Н. Макаров; С. Макаров — Жлуктов — Дроздецкий, Крутов (1) — В. Голиков — Хомутов, Мальцев — Антипов — Балдерис, Шалимов (1) — Шепелев — Светлов.                              |                                                       |                        |
| №552 20.12.80. | Москва. СССР — Швеция — 2:0 (0:0, 1:0, 1:0)           | Приз газеты «Известия» |
| СССР: Третьяк; Касатонов — Фетисов, Билялетдинов — Первухин (1), Кучеренко — Н. Макаров; С. Макаров — Жлуктов — Дроздецкий, Крутов — В. Голиков — Хомутов, Шалимов (1) — Шепелев — Балдерис, Светлов.                                                                             |                                                       |                        |
| №553 21.12.80. | Москва. СССР — ЧССР — 6:2 (1:0, 2:0, 3:2)             | Приз газеты «Известия» |
| СССР: Третьяк; Касатонов — Фетисов (1), Билялетдинов — Первухин, Бабинов — Стариков, Кучеренко — Н. Макаров; С. Макаров — Жлуктов (2) — Крутов, Мальцев (1) — Антипов — Балдерис, Шалимов (1) — Шепелев (1) — Светлов, В. Голиков, Хомутов.                                       |                                                       |                        |
| №554 27.12.80. | Гронинген. СССР — Голландия — 11:0 (7:0, 2:0, 2:0)    | Товарищеский матч      |
| СССР: Третьяк (Мышкин, 41); Бабинов — Касатонов, Билялетдинов — Первухин, Кучеренко — Стариков, Н. Макаров (1); Крутов (1) — Жлуктов (1) — Дроздецкий, С. Макаров — Мальцев (1) — Балдерис (2), Варнаков (2) — В. Голиков — Капустин (2), Шалимов (1) — Петров — Шепелев, Антипов |                                                       |                        |
| №555 28.12.80. | Росендал. СССР — Голландия — 10:2 (3:1, 3:1, 4:0)     | Товарищеский матч      |
| СССР: Мышкин; Касатонов — Фетисов, Бабинов — Стариков, Билялетдинов — Первухин, Кучеренко — Н. Макаров; Крутов (1) — Жлуктов — Дроздецкий (1), С. Макаров (2) — Мальцев — Балдерис, Скворцов — В. Голиков (1) — Варнаков, Шалимов — Петров (2) — Капустин (3), Шепелев, Антипов.  |                                                       |                        |
| №556 30.12.80. | Гаага. СССР — Голландия — 7:0 (2:0, 3:0, 2:0)         | Товарищеский матч      |
| СССР: Третьяк; Касатонов — Фетисов, Бабинов — Стариков, Билялетдинов — Первухин, Кучеренко — Н. Макаров (1); С. Макаров (1) — Жлуктов — Дроздецкий (2), Скворцов — Петров — Крутов, Шалимов — Шепелев — Варнаков, Балдерис (1) — Мальцев Капустин, В. Голиков (1), Антипов (1).   |                                                       |                        |

## 1981
| №557 06.01.81. | Энсхенде. СССР — Голландия — 8:0 (1:0, 3:0, 4:0)   | Товарищеский матч                      |
| СССР: Третьяк; Касатонов — Фетисов, Бабинов — Стариков, Билялетдинов — Первухин (1), Кучеренко — Н. Макаров; Крутов — Жлуктов — Дроздецкий (1), С. Макаров (1) — Мальцев — Балдерис, Скворцов — В. Голиков — Варнаков (1), Шалимов (1) — Петров — Капустин, Шепелев (2), Антипов (1). |                                                    |                                        |
| №558 12.04.81. | Стокгольм. СССР — Голландия — 10:1 (1:0, 4:1, 5:0) | Чемпионат мира по хоккею с шайбой 1981 |
| СССР: Третьяк; Касатонов — Фетисов, Васильев — Бабинов, Билялетдинов — Первухин; С. Макаров — Петров (1) — Крутов (1), Шалимов (1) — Шепелев — Капустин, Мальцев (3) — В. Голиков — Дроздецкий (1), Скворцов (1) — Жлуктов (1) — Хомутов (1).                                         |                                                    |                                        |
| №559 13.04.81. | Стокгольм. СССР — Финляндия — 7:1 (2:0, 3:0, 2:1)  | Чемпионат мира по хоккею с шайбой 1981 |
| СССР: Третьяк; Касатонов — Фетисов, Билялетдинов — Первухин, Васильев — Бабинов; С. Макаров (1) — Петров — Крутов (1), Мальцев — В. Голиков (1) — Дроздецкий (3), Шалимов — Шепелев — Капустин (1), Скворцов — Жлуктов — Хомутов.                                                     |                                                    |                                        |
| №560 15.04.81. | Стокгольм. СССР — Канада — 8:2 (1:0, 5:1, 2:1)     | Чемпионат мира по хоккею с шайбой 1981 |
| СССР: Третьяк; Касатонов (1) — Фетисов, Васильев — Бабинов, Билялетдинов — Первухин (1), С. Макаров — Петров — Крутов, Шалимов — Шепелев (2) — Капустин, Мальцев — В. Голиков (2) — Дроздецкий, Скворцов — Жлуктов (1) — Хомутов (1).                                                 |                                                    |                                        |
| №561 18.04.81. | Гётеборг. СССР — Швеция — 4:1 (0:0, 2:0, 2:1)      | Чемпионат мира по хоккею с шайбой 1981 |
| СССР: Третьяк; Касатонов — Фетисов, Васильев — Бабинов, Билялетдинов — Первухин; С. Макаров — Петров (1) — Крутов, Шалимов — Шепелев (2) — Капустин (1), Мальцев — В. Голиков — Дроздецкий, Скворцов — Жлуктов — Хомутов.                                                             |                                                    |                                        |
| №562 20.04.81. | Гётеборг. СССР — ЧССР — 8:3 (5:1, 0:1, 3:1)        | Чемпионат мира по хоккею с шайбой 1981 |
| СССР: Третьяк; Касатонов — Фетисов, Васильев — Бабинов, Билялетдинов — Первухин; С. Макаров (2) — Петров (1) — Крутов (1), Шалимов — Шепелев (1) — Капустин (1), Мальцев (1) — В. Голиков — Дроздецкий, Скворцов (1) — Жлуктов — Хомутов.                                             |                                                    |                                        |
| №563 22.04.81. | Гётеборг. СССР — Канада — 4:4 (1:2, 3:1, 0:1)      | Чемпионат мира по хоккею с шайбой 1981 |
| СССР: Третьяк; Касатонов — Фетисов (1), Васильев — Бабинов, Билялетдинов — Первухин; С. Макаров — Петров (1) — Крутов (1), Шалимов — Шепелев — Капустин, Мальцев — В. Голиков (1) — Дроздецкий, Скворцов — Жлуктов — Лебедев.                                                         |                                                    |                                        |
| №564 24.04.81. | Гётеборг. СССР — Швеция — 13:1 (0:0, 6:0, 7:1)     | Чемпионат мира по хоккею с шайбой 1981 |
| СССР: Третьяк; Касатонов — Фетисов, Васильев — Бабинов, Билялетдинов (1) — Первухин; С. Макаров — Петров — Крутов (2), Шалимов (1) — Шепелев (1) — Капустин (1), Мальцев (2) — В. Голиков (2) — Дроздецкий (1), Скворцов (2) — Жлуктов — Хомутов.                                     |                                                    |                                        |
| №565 26.04.81. | Гётеборг. СССР — ЧССР — 1:1 (1:0, 0:1, 0:0)        | Чемпионат мира по хоккею с шайбой 1981 |
| СССР: Мышкин; Касатонов — Фетисов, Билялетдинов — Первухин, Васильев — Н. Макаров; С. Макаров — Петров — Крутов, Мальцев — В. Голиков — Дроздецкий, Шалимов (1) — Шепелев — Капустин, Скворцов — Жлуктов — Хомутов.                                                                   |                                                    |                                        |
| №566 12.08.81. | Стокгольм. СССР — Швеция — 2:1 (1:0, 0:0, 1:1)     | Турнир на призы газеты «Руде право»    |
| СССР: Третьяк; Касатонов — Фетисов, Васильев — И. Гимаев, Билялетдинов — Первухин, Зубков — Бабинов; С. Макаров — Ларионов — Харламов, Шалимов (1) — Шепелев — Капустин (1), Мальцев — В. Голиков — Балдерис, Дроздецкий — Жлуктов — Хомутов.                                         |                                                    |                                        |
| №567 14.08.81. | Гётеборг. СССР — Швеция — 4:1 (0:1, 1:0, 3:0)      | Турнир на призы газеты «Руде право»    |
| СССР: Третьяк; Касатонов — Фетисов, Васильев — И. Гимаев, Билялетдинов — Первухин, Зубков — Бабинов; С. Макаров — Ларионов (2) — Харламов, Шалимов — Шепелев — Капустин (1), Мальцев — В. Голиков — Дроздецкий (1), Светлов — Семенов — Кожевников.                                   |                                                    |                                        |
| №568 17.08.81. | Тампере. СССР — Финляндия — 4:3 (0:1, 1:1, 3:1)    | Турнир на призы газеты «Руде право»    |
| СССР: Мышкин; Касатонов — Фетисов, Васильев — И. Гимаев, Билялетдинов — Первухин, Зубков — Бабинов; С. Макаров (1) — Ларионов — Дроздецкий (1), Шалимов — Шепелев — Капустин, Мальцев (1) — Семенов — Светлов, Балдерис — Жлуктов (1) — Харламов.                                     |                                                    |                                        |
| №569 18.08.81. | Хельсинки. СССР — Финляндия — 5 2 (2:0, 0:1, 3:1)  | Турнир на призы газеты «Руде право»    |
| СССР: Третьяк; Касатонов — Фетисов, Васильев — И. Гимаев, Билялетдинов — Первухин, Зубков — Бабинов; С. Макаров — Ларионов — Харламов, Балдерис (1) — Шепелев (1) — Капустин, Мальцев — В. Голиков — Дроздецкий, Скворцов (1) — Жлуктов (1) — Хомутов (1).                            |                                                    |                                        |
| №570 29.08.81. | Эдмонтон. СССР — Канада — 2:3 (1:1, 0:2, 1:0)      | Товарищеский матч                      |
| СССР: Третьяк; Касатонов — Фетисов, Васильев — И. Гимаев, Билялетдинов — Первухин, Зубков — Бабинов; С. Макаров — Ларионов — Крутов, Шалимов — Шепелев — Капустин, Светлов (1) — В. Голиков — Дроздецкий (1), Скворцов — Жлуктов — Хомутов.                                           |                                                    |                                        |
| №571 01.09.81. | Виннипег. СССР — ЧССР — 1:1 (0:0, 1:1, 0:0)        | Кубок Канады                           |
| СССР: Третьяк; Касатонов — Фетисов, Васильев — Бабинов, Билялетдинов — Первухин; С. Макаров — Ларионов — Крутов, Шалимов — Шепелев — Капустин, Мальцев — В. Голиков — Дроздецкий (1), Скворцов — Жлуктов — Хомутов.                                                                   |                                                    |                                        |
| №572 03.09.81. | Виннипег. СССР — Швеция — 6:3 (2:0, 1:2, 3:1)      | Кубок Канады                           |
| СССР: Третьяк; Касатонов (1) — Фетисов, Васильев — Бабинов, Билялетдинов — Первухин; С. Макаров (1) — Ларионов — Крутов (1), Шалимов — Шепелев — Капустин (2), Мальцев (1) — В. Голиков — Дроздецкий, Скворцов — Жлуктов — Хомутов.                                                   |                                                    |                                        |
| №573 05.09.81. | Эдмонтон. СССР — США — 4:1 (1:0, 2:1, 1:0)         | Кубок Канады                           |
| СССР: Третьяк; Касатонов — Фетисов, Васильев — Бабинов, Билялетдинов — Первухин; С. Макаров — Ларионов (1) — Крутов (1), Шалимов — Шепелев — Капустин, Мальцев — В. Голиков (1) — Дроздецкий, Скворцов — Жлуктов (1) — Хомутов.                                                       |                                                    |                                        |
| №574 07.09.81. | Виннипег. СССР — Финляндия — 6:1 (2:0, 1:1, 3:0)   | Кубок Канады                           |
| СССР: Третьяк; Касатонов — Фетисов (1), Зубков — Бабинов, Билялетдинов — Первухин; С. Макаров (1) — Ларионов — Крутов (1), Шалимов (1) — Шепелев — И. Гимаев, Мальцев — В. Голиков — Дроздецкий (1), Скворцов — Жлуктов (1) — Хомутов.                                                |                                                    |                                        |
| №575 09.09.81. | Монреаль. СССР — Канада — 3:7 (0:1, 2:1, 1:5)      | Кубок Канады                           |
| СССР: Мышкин; Касатонов — Фетисов, Васильев — Бабинов, Билялетдинов — Зубков; С. Макаров (1) — Ларионов (1) — Крутов, Шалимов — Шепелев (1) — Капустин, И. Гимаев — В. Голиков — Дроздецкий, Скворцов — Жлуктов — Хомутов.                                                            |                                                    |                                        |
| №576 11.09.81. | Оттава. СССР — ЧССР — 4:1 (3:0, 1:0, 0:1)          | Кубок Канады                           |
| СССР: Третьяк; Касатонов — Фетисов, Васильев — Бабинов, Билялетдинов — Первухин; С. Макаров — Ларионов — Крутов, Шалимов (1) — Шепелев (2) — Капустин, И. Гимаев — В. Голиков (1) — Дроздецкий, Скворцов — Жлуктов — Хомутов.                                                         |                                                    |                                        |
| №577 13.09.81. | Монреаль. СССР — Канада — 8:1 (0:0, 3:1, 5:0)      | Кубок Канады                           |
| СССР: Третьяк; Касатонов — Фетисов, Васильев — Бабинов, Билялетдинов — Первухин; С. Макаров — Ларионов (2) — Крутов (1), Шалимов — Шепелев (3) — Капустин, И. Гимаев — В. Голиков (1) — Дроздецкий, Скворцов (1) — Жлуктов — Хомутов.                                                 |                                                    |                                        |
| №578 16.12.81. | Москва. СССР — Финляндия — 3:2 (1:0, 1:1, 1:1)     | Приз газеты «Известия»                 |
| СССР: Третьяк; Касатонов — Фетисов, Васильев — Зубков, Билялетдинов — Первухин, И. Гимаев — Бабинов; С. Макаров — Ларионов — Крутов, Шалимов — Шепелев — Кожевников, Мальцев — В. Голиков — Светлов (1), Дроздецкий — Жлуктов (1) — Хомутов (1).                                      |                                                    |                                        |
| №579 18.12.81. | Москва. СССР — ЧССР — 2:1 (1:0, 1:1, 0:0)          | Приз газеты «Известия»                 |
| СССР: Третьяк; Касатонов — Фетисов, Васильев — Зубков, Билялетдинов — Первухин, И. Гимаев — Бабинов; С. Макаров — Ларионов — Крутов, Шалимов (1) — Шепелев — Кожевников, Мальцев — В. Голиков — Светлов, Дроздецкий — Жлуктов (1) — Хомутов.                                          |                                                    |                                        |
| №580 20.12.81. | Москва. СССР — Швеция — 4:2 (0:0, 3:1, 1:1)        | Приз газеты «Известия»                 |
| СССР: Мышкин; Касатонов — Фетисов, Васильев — Зубков, Билялетдинов — Первухин, И. Гимаев — Бабинов; С. Макаров (1) — Ларионов — Крутов (1), Шалимов — Шепелев (1) — Кожевников (1), Мальцев — В. Голиков — Светлов, Дроздецкий — Жлуктов — Хомутов.                                   |                                                    |                                        |
| №581 21.12.81. | Москва. СССР — ЧССР — 4:3 (2:2, 0:1, 2:0)          | Приз газеты «Известия»                 |
| СССР: Третьяк; Касатонов — Фетисов, Васильев (1) — Зубков, Билялетдинов — Первухин, И. Гимаев — Бабинов; С. Макаров — Ларионов (1) — Крутов, Шалимов — Шепелев (2) — Кожевников, Мальцев — В. Голиков — Светлов, Дроздецкий — Жлуктов — Хомутов.                                      |                                                    |                                        |
| №582 27.12.81. | Гронинген. СССР — Швеция — 7:3 (4:3, 2:0, 1:0)     | Турнир трех наций «Самсон»             |
| СССР: Третьяк; Касатонов — Фетисов, Билялетдинов — Первухин, И. Гимаев — Бабинов, Васильев — Зубков; С. Макаров — Ларионов — Крутов, Мальцев — В. Голиков — Варнаков (2), Скворцов (1) — Жлуктов — Хомутов (3), Шалимов — Кожевников (1) — Капустин.                                  |                                                    |                                        |
| №583 30.12.81. | Росендал. СССР — Голландия — 9:2 (2:0, 1:0, 6:2)   | Турнир трех наций «Самсон»             |
| СССР: Мышкин; Касатонов — Фетисов (1), Билялетдинов — Первухин, И. Гимаев — Бабинов, Васильев — Зубков; Скворцов (1) — Жлуктов (1) — Дроздецкий, Шалимов — Шепелев (1) — Капустин, Светлов (1) — Кожевников (1) — Хомутов, Мальцев — В. Голиков (3) — Варнаков.                       |                                                    |                                        |

## 1982
| №584 03.01.82. | Амстердам. СССР — Голландия — 13:4 (7:1, 2:1, 4:2) | Товарищеский матч                      |
| СССР: Третьяк (Мышкин, 21); Касатонов — Фетисов, Билялетдинов — Первухин, И. Гимаев — Бабинов, Васильев (2) — Зубков; Дроздецкий (4) — Жлуктов — Хомутов, Светлов — Мальцев (2) — Кожевников (1), Скворцов — В. Голиков (1) — Варнаков, Шалимов (1) — Шепелев (1) — Капустин (1).       | |                                        |
| №585 04.01.82. | Эйндховен. СССР — Голландия — 16:4 (2:1, 9:0, 5:3) | Товарищеский матч                      |
| СССР: Третьяк (Мышкин, 41); Касатонов (1) — Фетисов, Билялетдинов — Первухин, И. Гимаев — Бабинов, Васильев — Зубков; С. Макаров (1) — Ларионов (1) — Крутов, Светлов (3) — Мальцев — Кожевников, Дроздецкий (2) — Жлуктов (2) — Хомутов (1), Скворцов (2) — В. Голиков (3) — Варнаков. | |                                        |
| №586 06.01.82. | Гаага. СССР — Голландия — 10:1 (4:0, 2:0, 4:1), | Товарищеский матч                      |
| СССР: Мышкин (Третьяк, 41); Касатонов — Фетисов, Билялетдинов — Первухин (1), И. Гимаев — Бабинов, Васильев — Зубков; С. Макаров — Ларионов — Крутов (2), Дроздецкий (2) — Мальцев — Кожевников (1), Скворцов — В. Голиков — Варнаков (1), Шалимов — Шепелев — Капустин (3).            | |                                        |
| №587 14.02.82. | Прага. СССР — ЧССР — 5:3 (1:2, 2:0, 2:1) | Турнир на призы газеты «Руде право»    |
| СССР: Третьяк; Касатонов — Фетисов, Васильев — Бабинов, Билялетдинов — Первухин, И. Гимаев — Зубков; С. Макаров (1) — Ларионов (1) — Крутов (1), Шалимов — Шепелев (1) — Капустин (1), Мальцев — Кожевников — Дроздецкий, Скворцов — Ковин — Варнаков.                                  | |                                        |
| №588 16.02.82. | Прага. СССР — ЧССР — 6:3 (5:1, 0:1, 1:1) | Турнир на призы газеты «Руде право»    |
| СССР; Мышкин; Касатонов (2) — Фетисов, Васильев — Бабинов, Билялетдинов — Первухин, И. Гимаев — Зубков; С. Макаров (2) — Ларионов — Крутов, Шалимов — Шепелев — Капустин, Мальцев — В. Голиков — Кожевников (1), Скворцов — Ковин (1) — Варнаков,                                       | |                                        |
| №589 04.04.82. | Маннгейм. СССР — ФРГ — 3:2 (0:1, 1:0, 2:1) | Товарищеский матч                      |
| СССР: Третьяк; Касатонов — Фетисов, Васильев — Бабинов, Билялетдинов — Первухин, И. Гимаев — Зубков; С. Макаров (1) — Ларионов (1) — Крутов, Шалимов — Шепелев — Капустин, Дроздецкий — В. Голиков — Кожевников (1), Балдерис — Жлуктов — Тюменев.                                      | |                                        |
| №590 06.04.82. | Гармиш-Партенкирхен. СССР — ФРГ — 5:2 (2:0, 1:0, 2:2) | Товарищеский матч                      |
| СССР: Мышкин; Касатонов — Фетисов, Васильев — Бабинов, Билялетдинов — Первухин, И. Гимаев — Зубков; С. Макаров (1) — Ларионов (1) — Крутов, Балдерис — В. Голиков — Кожевников, Скворцов — Ковин — Тюменев, Дроздецкий (2) — Жлуктов (1) — Хомутов, Шепелев.                            | |                                        |
| №591 15.04.82. 4 750 зрителей. | Тампере. Судьи Й. Компалла (ФРГ), Я. Яларво, Ю. Йокиля (Финляндия). СССР — Италия — 9:2 (0:0, 4:0, 5:2) Голы: Шалимов (30), Фетисов (32, бол.), Бабинов (Кпустин, Шалимов, 34), Голиков (Кожевников, 34), Кожевников Билялетдинов, Голиков, 44) Макаров (Крутов, 45), Бабинов (48, бол.), Капустин (Шалимов, 49), Голиков (50) — Милани (Браньоли, 44), Фарелли (45). | Чемпионат мира по хоккею с шайбой 1982 |
| СССР: Третьяк (Мышкин, 46); Касатонов — Фетисов (1), Васильев — Бабинов (2), Билялетдинов — Первухин; С. Макаров (1) — Ларионов — Крутов, Шалимов (1) — Шепелев — Капустин (1), Кожевников (1) — В. Голиков (2) — Тюменев, Дроздецкий — Жлуктов — Хомутов.                              | |                                        |
| №592 16.04.82. | Тампере. СССР — Швеция — 7:3 (2:2, 3:0, 2:1) | Чемпионат мира по хоккею с шайбой 1982 |
| СССР: Третьяк; Касатонов — Фетисов, Васильев — Бабинов, Билялетдинов — Первухин; С. Макаров — Ларионов — Крутов (2), Шалимов (3) — Шепелев — Капустин, Кожевников — В. Голиков — Тюменев, Дроздецкий — Жлуктов (1) — Хомутов (1).                                                       | |                                        |
| №593 18.04.82. | Тампере. СССР — ЧССР — 5:3 (1:1, 2:2, 2:0) | Чемпионат мира по хоккею с шайбой 1982 |
| СССР: Третьяк; Касатонов — Фетисов, Васильев — Бабинов (1), Билялетдинов — Первухин; С. Макаров — Ларионов (1) — Крутов, Шалимов (1) — Шепелев (1) — Капустин, Кожевников (1) — В. Голиков — Тюменев, Дроздецкий — Жлуктов — Хомутов.                                                   | |                                        |
| №594 19.04.82. | Тампере. СССР — Финляндия — 8:1 (6:0, 0:1, 2:0) | Чемпионат мира по хоккею с шайбой 1982 |
| СССР: Третьяк; Касатонов — Фетисов (1), Васильев — Бабинов, Билялетдинов (1) — Первухин; С. Макаров (1) — Ларионов (1) — Крутов (1), Шалимов (1) — Шепелев (1) — Капустин, Кожевников — В. Голиков (1) — Тюменев, Дроздецкий — Жлуктов — Хомутов.                                       | |                                        |
| №595 21.04.82. | Хельсинки. СССР — США — 8:4 (3:1, 2:1, 3:2) | Чемпионат мира по хоккею с шайбой 1982 |
| СССР: Третьяк; Касатонов — Фетисов, Васильев (1) — Бабинов, Билялетдинов — Первухин; С. Макаров — Ларионов — Крутов (1), Шалимов — Шепелев — Капустин (1), Кожевников (2) — В. Голиков — Тюменев, Дроздецкий (1) — Жлуктов (2) — И. Гимаев.                                             | |                                        |
| №596 22.04.82. | Тампере. СССР — ФРГ — 7:0 (3:0, 2:0, 2:0) | Чемпионат мира по хоккею с шайбой 1982 |
| СССР: Третьяк; Касатонов — Фетисов, Васильев — Бабинов (1), Первухин — Зубков; С. Макаров (1) — Ларионов (1) — Крутов, Шалимов — Шепелев (3) — Капустин (1), Кожевников — В. Голиков — Тюменев, Дроздецкий — Жлуктов — И. Гимаев.                                                       | |                                        |
| №597 24.04.82. 7394 зрителей. | Тампере. Главный судья Д. Олссон (Швеция). СССР — Канада — 4:3 (1:1, 2:0, 1:2) голы: Кожевников (Тюменев. Голиков. 15), Гимаев (30), Макаров (Ларионов, 36), Ларионов (Макаров, 53) — Барбер (Гретцки, Грин, 10), Рейнхарт, (49), Пропп, (57). | Чемпионат мира по хоккею с шайбой 1982 |
| СССР: Третьяк; Касатонов — Фетисов, Васильев — Бабинов, Билялетдинов — Первухин; С. Макаров (1) — Ларионов (1) — Крутов, Шалимов — Шепелев — Капустин, Кожевников (1) — В. Голиков — Тюменев, Дроздецкий — Жлуктов — И. Гимаев (1).                                                     | |                                        |
| №598 25.04.82. | Хельсинки. СССР — Канада — 6:4 (3:1, 1:2, 2:1) | Чемпионат мира по хоккею с шайбой 1982 |
| СССР: Третьяк; Касатонов — Фетисов (2), Васильев — Бабинов, Билялетдинов — Первухин; С. Макаров (1) — Ларионов — Крутов, Шалимов (1) — Шепелев (1) — Капустин, Кожевников (1) — В. Голиков — Тюменев, Дроздецкий — Жлуктов — И. Гимаев.                                                 | |                                        |
| №599 27.04.82. 7622 зрителей. | Хельсинки. Главный судья В. Шубрт (ЧССР) СССР — Швеция — 4:0 (1:0, 2:0, 1:0) голы: Макаров (Крутов, Зубков, 5), Голиков (31), Макаров (Ларионов, 36), Билялетдинов (Шалимов, Капустин, 43). | Чемпионат мира по хоккею с шайбой 1982 |
| СССР: Мышкин; Касатонов — Фетисов, Васильев — Зубков, Билялетдинов (1) — Первухин; С. Макаров (1) — Ларионов — Крутов, Шалимов (1) — Шепелев — Капустин, Кожевников — В. Голиков (1) — Тюменев, И. Гимаев — Жлуктов — Хомутов.                                                          | |                                        |
| №600 29.04.82. | Хельсинки. СССР — ЧССР — 0:0 | Чемпионат мира по хоккею с шайбой 1982 |
| СССР: Мышкин; Касатонов — Фетисов, Васильев — Бабинов, Билялетдинов — Первухин; С. Макаров — Ларионов — Крутов, Шалимов — Шепелев — Капустин, Кожевников — В. Голиков — Тюменев, И. Гимаев — Жлуктов — Хомутов.                                                                         | |                                        |
| №601 08.09.82. | Братислава. СССР — ЧССР — 7:4 (2:1, 3:3, 2:0) | Турнир на призы газеты «Руде право»    |
| СССР: Третьяк; Касатонов — Фетисов, Билялетдинов — Первухин, Бабинов — Зубков, И. Гимаев; С. Макаров — Ларионов (1) — Крутов (1), Светлов — В. Голиков — Семенов (2), Шалимов (1) — Шепелев — Кожевников, Дроздецкий (1) — Быков (1) — Хомутов, Тюменев.                                | |                                        |
| №602 10.09.82. | Прага. СССР — ЧССР — 4:2 (1:1, 2:1, 1:0) | Турнир на призы газеты «Руде право»    |
| СССР: Мышкин; Касатонов — Фетисов, Билялетдинов — Первухин, Бякин — Зубков, И. Гимаев — Мартемьянов; С. Макаров (1) — Ларионов — Крутов (1), Светлов — В. Голиков — Семенов, Шалимов — Шепелев — Кожевников (1), Дроздецкий — Быков (1) — М. Васильев.                                  | |                                        |
| №603 12.12.82. | Евле. СССР — Швеция — 4:2 (0:0, 0:2, 4:0) | Турнир на призы газеты «Руде право»    |
| СССР: Третьяк; Касатонов — Фетисов (2), Билялетдинов — Первухин, Бабинов — С. Гимаев, Мартынов; Дроздецкий — Ларионов — Крутов (1), Мальцев — Семенов — Светлов, Герасимов — Быков — М. Васильев, Кожевников — В. Голиков — Тюменев, Скворцов (1).                                      | |                                        |
| №604 13.12.82. | Стокгольм. СССР — Швеция — 3:3 (0:2, 1:0, 2:1) | Турнир на призы газеты «Руде право»    |
| СССР: Мышкин; Касатонов — Фетисов, Билялетдинов — Первухин, Бабинов — С. Гимаев, Мартынов; Мальцев (1) — Ларионов — Крутов (1), Герасимов — Быков (1) — М. Васильев, Кожевников — Семенов — Яшин, Скворцов — В. Голиков — Дроздецкий, Светлов.                                          | |                                        |
| №605 16.12.82. | Москва. СССР — ФРГ — 6:2 (3:2, 2:0, 1:0) | Приз газеты «Известия»                 |
| СССР: Третьяк; Касатонов (1) — Фетисов, Мартынов — Бабинов, Зубков — С. Гимаев, Билялетдинов — Первухин; Мальцев (1) — Ларионов — Крутов (2), Шалимов — Шепелев (1) — Капустин, Герасимов (1) — Быков — М. Васильев, Светлов — Жлуктов — Кожевников.                                    | |                                        |
| №606 17.12.82. | Москва. СССР — Финляндия — 6:3 (0:1, 3:1, 3:1) | Приз газеты «Известия»                 |
| СССР: Мышкин; Касатонов — Фетисов, Мартынов — Бабинов, Зубков — С. Гимаев, Билялетдинов — Первухин; Мальцев (2) — Ларионов (1) — Крутов, Шалимов (1) — Шепелев — Капустин, Герасимов (1) — Быков — М. Васильев, Светлов — Жлуктов — Кожевников (1).                                     | |                                        |
| №607 19.12.82. | Москва. СССР — Швеция — 5:4 (1:0, 1:2, 3:2) | Приз газеты «Известия»                 |
| СССР: Третьяк; Касатонов — Фетисов, Мартынов — Бабинов, Зубков — С. Гимаев, Билялетдинов — Первухин; Мальцев — Ларионов — Крутов (1), Шалимов — Шепелев — Капустин, Герасимов (1) — Быков (2) — М. Васильев, Светлов — Жлуктов (1) — Кожевников.                                        | |                                        |
| №608 22.12.82. | Москва. СССР — ЧССР — 9:4 (4:1, 2:3, 3:0) | Приз газеты «Известия»                 |
| СССР: Третьяк; Касатонов — Фетисов, Билялетдинов — Первухин, Вожаков — Бабинов, Зубков (1) — С. Гимаев; Мальцев — Ларионов — Крутов (3), Шалимов (2) — Шепелев — Капустин (1), Скворцов (1) — Жлуктов — Кожевников (1), Герасимов — Быков — М. Васильев.                                | |                                        |

## 1983
| №609 09.02.83. | Йоэнсу. СССР — Финляндия — 3:3 (0:3, 2:0, 1:0) | Турнир на призы газеты «Руде право»    |
| СССР: Третьяк; Касатонов — Фетисов, Вожаков — Бабинов, Билялетдинов — Первухин (1), Зубков; Тюменев — Ларионов — Крутов, Балдерис (1) — Шепелев — Капустин, Светлов — Семенов — Кожевников, Скворцов — Быков (1) — М. Васильев, Жлуктов.                               | |                                        |
| №610 10.02.83. | Коувола. СССР — Финляндия — 7:3 (2:1, 5:2, 0:0) | Турнир на призы газеты «Руде право»    |
| СССР: Мышкин; Касатонов — Фетисов, Вожаков — Бабинов, Билялетдинов (1) — Первухин, Бякин (1) — Зубков; Тюменев (1) — Ларионов — Крутов, Балдерис — Шепелев — Капустин, Светлов (3) — Жлуктов — Кожевников, Скворцов — Быков — М. Васильев (1), Семенов.                | |                                        |
| №611 02.04.83. | Гармиш-Партенкирхен. СССР — ФРГ — 3:2 (0:1, 3:0, 0:1) | Товарищеский матч                      |
| СССР: Третьяк; Касатонов — Фетисов, Билялетдинов — Первухин, Бякин — Зубков, Вожаков — Бабинов; С. Макаров — Ларионов (1) — Крутов, Балдерис — В. Голиков (1) — Капустин, Кожевников — Шепелев — Тюменев, Герасимов — Быков (1) — М. Васильев.                         | |                                        |
| №612 04.04.83. | Маннгейм. СССР — ФРГ — 5:2 (4:1, 0:1, 1:0) | Товарищеский матч                      |
| СССР: Мышкин; Билялетдинов (1) — Первухин, Бякин — Зубков, Вожаков — Бабинов (1), Фетисов; С. Макаров — Ларионов — Крутов (1), Балдерис — В. Голиков (1) — Капустин, Кожевников — Шепелев — Тюменев, Мальцев — Жлуктов (1) — Хомутов.                                  | |                                        |
| №613 16.04.83. | Дортмунд. Судьи М. Фосэ (США), Г. Фрей, В. Вюрт (оба - ФРГ). СССР — ГДР — 3:0 (0:0, 2:0, 1:0) Голы: Крутов (Макаров, 26), Капустин (Шепелев, Билялегдинов, 26), Скворцов (Касатонов, 45). | Чемпионат мира по хоккею с шайбой 1983 |
| СССР: Третьяк; Касатонов — Фетисов, Билялетдинов — Первухин, Стариков — Зубков; С. Макаров — Ларионов — Крутов (1), Балдерис — Шепелев — Капустин (1), Мальцев — Жлуктов — Скворцов (1), Хомутов — Быков — М. Васильев.                                                | |                                        |
| №614 17.04.83. | Дюссельдорф. Судьи Д. Олссон (Швеция), Б. Шнайдер, Х. Фогт (оба - ФРГ). СССР — Финляндия — 3:0 (1:0, 1:0, 1:0) Голы: Скворцов (Жлуктов, Фетисов, 17), Макаров (Крутов, Ларионов, 25), Капустин (Макаров, Ларионов, 42). | Чемпионат мира по хоккею с шайбой 1983 |
| СССР: Третьяк; Касатонов — Фетисов, Билялетдинов — Первухин, Стариков — Зубков; С. Макаров (1) — Ларионов — Крутов, Балдерис — Шепелев — Капустин (1), Мальцев — Быков — М. Васильев, Скворцов (1) — Жлуктов — Хомутов.                                                | |                                        |
| №615 19.04.83. | Дортмунд. СССР — Канада — 8:2 (4:1, 2:1, 2:0) | Чемпионат мира по хоккею с шайбой 1983 |
| СССР: Мышкин; Касатонов — Фетисов, Бабинов — Первухин, Стариков — Зубков; С. Макаров (2) — Ларионов (1) — Крутов (1), Балдерис (1) — Шепелев — Капустин, Мальцев (1) — Быков — М. Васильев (2), Скворцов — Жлуктов — И. Гимаев.                                        | |                                        |
| №616 20.04.83. | Дортмунд. СССР — ФРГ — 6:0 (2:0, 2:0, 2:0) | Чемпионат мира по хоккею с шайбой 1983 |
| СССР: Третьяк; Касатонов — Фетисов, Билялетдинов — Первухин, Стариков — Зубков; С. Макаров (2) — Ларионов — Крутов (1), Балдерис (1) — Шепелев — Капустин (1), Хомутов (1) — Быков — М. Васильев, Скворцов — Жлуктов — И. Гимаев.                                      | |                                        |
| №617 23.04.83. | Дортмунд. СССР — ЧССР — 5:1 (1:1, 1:0, 3:0) | Чемпионат мира по хоккею с шайбой 1983 |
| СССР: Третьяк; Касатонов — Фетисов, Билялетдинов — Первухин, Стариков — Зубков; С. Макаров — Ларионов (2) — Крутов (1), Балдерис — Шепелев — Капустин, Мальцев — Быков — М. Васильев, Скворцов (1) — Жлуктов (1) — Хомутов.                                            | |                                        |
| №618 24.04.83. | Дортмунд. СССР — Италия — 11:1 (4:1, 5:0, 2:0) | Чемпионат мира по хоккею с шайбой 1983 |
| СССР: Мышкин; Касатонов — Фетисов (2), Билялетдинов — Бабинов, Стариков — Зубков; С. Макаров (1) — Ларионов — Крутов (1), Балдерис (2) — Шепелев (1) — Капустин, Скворцов (1) — Жлуктов (1) — Хомутов, И. Гимаев — Быков (2) — М. Васильев.                            | |                                        |
| №619 26.04.83. | Мюнхен. СССР — Швеция — 5:3 (1:1, 4:2, 0:0) | Чемпионат мира по хоккею с шайбой 1983 |
| СССР: Мышкин; Касатонов (1) — Фетисов, Стариков — Зубков, Билялетдинов — Первухин; С. Макаров (1) — И. Гимаев (1) — Крутов, Балдерис -Шепелев (1) — Капустин (1), Скворцов — Жлуктов — Хомутов, Мальцев — Быков — М. Васильев.                                         | |                                        |
| №620 28.04.83. | Мюнхен. СССР — Швеция — 4:0 (2:0, 2:0, 0:0) | Чемпионат мира по хоккею с шайбой 1983 |
| СССР: Третьяк; Касатонов — Фетисов, Билялетдинов — Первухин, Стариков (1) — Зубков; С. Макаров — Ларионов (1) — Крутов (1), Балдерис — Шепелев — Капустин, Скворцов — Жлуктов (1) — Хомутов, Мальцев — Быков — М. Васильев.                                            | |                                        |
| №621 30.04.83. | Мюнхен. СССР — ЧССР — 1:1 (0:0, 1:0, 0:1) | Чемпионат мира по хоккею с шайбой 1983 |
| СССР; Третьяк; Касатонов — Фетисов, Стариков — Зубков, Бабинов — Первухин; С. Макаров (1) — Ларионов — Крутов, Балдерис — Шепелев — Капустин, Скворцов — Жлуктов — И. Гимаев, Мальцев — Быков — Хомутов.                                                               | |                                        |
| №622 02.05.83. | Мюнхен. Главный судья - П. Юхола (Финляндия). СССР — Канада — 8:2 (1:1, 3:0, 4:1) Голы: Васильев (Зубков, Мальцев, 10), Ларионов (Макаров, 23), Крутов, (30), Быков (Васильев, Зубков, 35), Скворцов (Жлуктов, 50), Макаров (Ларионов, 50), Фетисов (Жлуктов, 55), Крутов (Макаров, Фетисов, 59) - Андерсон (Пропп, 4), Андерсон (Гуле, Стивенс, 54) | Чемпионат мира по хоккею с шайбой 1983 |
| СССР: Третьяк; Касатонов — Фетисов (1), Бабинов — Первухин, Стариков — Зубков; С. Макаров (1) — Ларионов (1) — Крутов (2), Балдерис — Шепелев — Капустин, Мальцев — Быков (1) — М. Васильев (1), Скворцов (1) — Жлуктов — И. Гимаев.                                   | |                                        |
| №623 06.09.83. | Пардубице. СССР — ЧССР — 5:3 (2:0, 2:3, 1:0) | Турнир на призы газеты «Руде право»    |
| СССР: Третьяк; Касатонов — Фетисов, И. Гимаев — Бабинов, Стариков — Зубков, Билялетдинов — Первухин; С. Макаров (2) — Ларионов — Кожевников, Балдерис — Жлуктов — Капустин (1), Герасимов — Быков (1) — Хомутов, Болдин — Шепелев — Яшин (1).                          | |                                        |
| №624 08.09.83. | Острава. СССР — ЧССР — 4:3 (2:0, 2:0, 0:3) | Турнир на призы газеты «Руде право»    |
| СССР: Третьяк; Касатонов — Фетисов, И. Гимаев — Бабинов, Стариков — Зубков, Билялетдинов (1) — Первухин; С. Макаров (2) — Ларионов — Кожевников, Балдерис — Жлуктов — Капустин, Герасимов — Быков — Хомутов, Светлов — Шепелев — Болдин (1).                           | |                                        |
| №625 09.09.83. | Тренчин. СССР — ЧССР — ЧССР — 2:2 (0:0, 1:1, 1:1) | Товарищеский матч                      |
| СССР: Мышкин; Касатонов — Фетисов, Бабинов — Стельнов, Стариков — Зубков, Билялетдинов — Первухин; С. Макаров — Ларионов — Кожевников, Герасимов (1) — Быков — Хомутов (1), Балдерис — Жлуктов — Степанищев, Светлов — Шепелев — Болдин.                               | |                                        |
| №626 11.12.83. | Стокгольм. СССР — Швеция — 5:1 (2:0, 3:0, 0:1) | Товарищеский матч                      |
| СССР: Третьяк; Касатонов — Фетисов, Стариков — Стельнов, И. Гимаев — Тюриков, Билялетдинов — Первухин; С. Макаров — Ларионов — Крутов (1), Герасимов — Быков — Хомутов (1), Дроздецкий — Жлуктов (1) — Капустин (1), Скворцов — Шепелев — Яшин (1), Тюменев.           | |                                        |
| №627 12.12.83. | Седертелье. СССР — Швеция — 8:3 (3:0, 1:2, 4:1) | Товарищеский матч                      |
| СССР: Третьяк (Мышкин, 31); Касатонов — Фетисов (1), И. Гимаев — Тюриков, Стариков — Стельнов, Билялетдинов — Первухин; С. Макаров — Ларионов — Крутов (1), Дроздецкий (2) — Жлуктов (1) — Тюменев, Герасимов — Быков (2) — Хомутов, Скворцов — Шепелев (1) — Яшин.    | |                                        |
| №628 16.12.83. | Москва. СССР — Канада — 8:1 (2:0, 3:1, 3:0) | Приз газеты «Известия»                 |
| СССР: Третьяк (Мышкин, 41); Касатонов — Фетисов, Зубков — Тюриков, Билялетдинов — Первухин, Стариков — Стельнов; С. Макаров (1) — Ларионов — Крутов (2), Дроздецкий — Жлуктов (1) — М. Васильев (1), Скворцов — Тюменев — Яшин, Герасимов (2) — Шепелев — Хомутов (1). | |                                        |
| №629 17.12.83. | Москва. СССР — Финляндия — 11:3 (2:2, 5:1, 4:0) | Приз газеты «Известия»                 |
| СССР: Третьяк; Касатонов (1) — Фетисов, Зубков — Тюриков, Билялетдинов — Первухин, Стариков — Стельнов; С. Макаров (4) — Ларионов — Крутов (1), Дроздецкий — Жлуктов — М. Васильев, Скворцов — Тюменев (1) — Яшин, Герасимов (2) — Шепелев (1) — Хомутов (1).          | |                                        |
| №630 19.12.83. | Москва. СССР — Швеция — 4:1 (3:0, 1:1, 0:0) | Приз газеты «Известия»                 |
| СССР: Третьяк; Касатонов — Фетисов, Зубков — Тюриков, Билялетдинов — Первухин, Стариков — Стельнов; С. Макаров — Ларионов — Крутов, Дроздецкий — Жлуктов — М. Васильев (1). Скворцов (1) — Тюменев (1) — Яшин, Герасимов (1) — Шепелев — Хомутов.                      | |                                        |
| №631 21.12.83. | Москва. СССР — ЧССР — 5:2 (2:0, 2:2, 1:0) | Приз газеты «Известия»                 |
| СССР: Третьяк; Касатонов (1) — Фетисов (2), Зубков — Тюриков, Билялетдинов — Первухин, Стариков — Стельнов; С. Макаров — Ларионов (1) — Крутов, Дроздецкий — Жлуктов (1) — М. Васильев, Скворцов — Тюменев — Яшин, Герасимов — Шепелев — Хомутов.                      | |                                        |

## 1984
| №632 10.01.84. | Вайсвассер. СССР — ГДР — 8:1 (3:0, 4:1, 1:0) | Товарищеский матч      |
| СССР: Третьяк; Касатонов — Фетисов, Стариков — Стельнов, Зубков — Тюриков, Билялетдинов — Первухин; Дроздецкий — Тюменев — Балдерис (2), С. Макаров (2) — Ларионов — Крутов, Герасимов (2) — Шепелев — Хомутов, Скворцов (1) — Ковин (1) — М. Васильев.                                              | |                        |
| №633 11.01.84. | Берлин. СССР — ГДР — 6:0 (2:0, 1:0, 3:0) | Товарищеский матч      |
| СССР: Мышкин; Стариков — Стельнов, Касатонов — Фетисов (1), Билялетдинов — Первухин, Зубков — Тюриков; С. Макаров — Ларионов — Крутов, Дроздецкий (2) — Тюменев — Балдерис, Скворцов (1) — Ковин — М. Васильев, Герасимов — Шепелев (1) — Хомутов (1).                                               | |                        |
| №634 19.01.84. | Мюнхен. СССР — ФРГ — 6:2 (1:1, 2:1, 3:0) | Товарищеский матч      |
| СССР: Третьяк; Билялетдинов — Первухин, Стариков — Стельнов, Касатонов (1) — Фетисов, Зубков — Тюриков, И. Гимаев; С. Макаров (1) — Ларионов — Крутов, Дроздецкий — Тюменев — Балдерис, Скворцов (1) — Ковин — М. Васильев (1), Герасимов — Шепелев (1) — Хомутов (1), Быков.                        | |                        |
| №635 21.01.84. | Франкфурт-на-Майне. СССР — ФРГ — 12:4 (2:2, 6:1, 4:1) | Товарищеский матч      |
| СССР: Тыжных; Билялетдинов — Первухин, И. Гимаев — Тюриков, Касатонов — Фетисов (2), Стариков — Зубков; С. Макаров (1) — Ларионов — Крутов (1), Дроздецкий (1) — Шепелев (1) — Балдерис (1), Скворцов (1) — Ковин (1) — Тюменев, Герасимов (2) — Быков (1) — Хомутов.                                | |                        |
| №636 26.01.84. | Хельсинки. СССР — Финляндия — 7:2 (3:0, 2;1, 2:1) | Товарищеский матч      |
| СССР: Третьяк; Билялетдинов — Первухин, И. Гимаев — Бабинов (1), Касатонов — Фетисов, Стариков — Зубков; С. Макаров (1) — Ларионов (1) — Крутов, Дроздецкий (1) — Жлуктов — Балдерис (1), Кожевников (1) — Шепелев — Хомутов, Скворцов — Ковин — М. Васильев (1), Тюменев, Быков.                    | |                        |
| №637 28.01.84. | Оулу. СССР — Финляндия — 10:0 (4:0, 5:0, 1:0) | Товарищеский матч      |
| СССР: Мышкин; Касатонов — Фетисов (1), Стариков — Зубков, И. Гимаев — Бабинов, Билялетдинов — Первухин; С. Макаров — Ларионов — Крутов (1), Кожевников — Шепелев (1) — Хомутов, Балдерис (1) — Жлуктов (2) — Тюменев, Скворцов (1) — Ковин (1) — М. Васильев (2), Быков.                             | |                        |
| №№638 29.01.84. | Тампере. СССР — Финляндия — 6:2 (1:0, 2:2, 3:0) | Товарищеский матч      |
| СССР: Третьяк; Касатонов — Фетисов, И. Гимаев — Бабинов, Билялетдинов — Первухин, Стариков — Зубков; С. Макаров (1) — Ларионов — Крутов, Дроздецкий — Жлуктов — Кожевников, Скворцов (1) — Ковин — М. Васильев, Герасимов (1) — Шепелев — Хомутов (2), Балдерис, Тюменев (1).                        | |                        |
| №639 07.02.84. | Сараево. СССР — Польша — 12:1 (3:1, 4:0, 5:0) | Олимпийские игры 1984  |
| СССР: Третьяк; Касатонов — Фетисов, Стариков — Стельнов, Билялетдинов — Первухин; С. Макаров (1) — Ларионов — Крутов, Герасимов (1) — Шепелев (2) — Хомутов, Дроздецкий (3) — Тюменев — Кожевников (1), Скворцов (1) — Ковин (2) — М. Васильев (1)                                                   | |                        |
| №640 9.02.84. | Сараево. СССР — Италия — 5:1 (4:0, 1:1, 0:0) | Олимпийские игры 1984  |
| СССР: Мышкин; Касатонов — Фетисов, Билялетдинов (1) — Первухин, Стариков — Стельнов; С. Макаров (1) — Дроздецкий (2) — Крутов, Герасимов — Шепелев — Хомутов, Скворцов — Ковин — М. Васильев (1), Тюменев, Кожевников.                                                                               | |                        |
| №641 11.02.84. | Сараево. СССР — Югославия — 9:1 (4:0, 1:1, 4:0) | Олимпийские игры 1984  |
| СССР: Третьяк; Касатонов (1) — Фетисов (1), Билялетдинов — Первухин, Стариков — Стельнов; С. Макаров — Ларионов (1) — Крутов (1), Герасимов — Шепелев — Хомутов (2), Скворцов (1) — Ковин (1) — М. Васильев (1), Дроздецкий, Кожевников.                                                             | |                        |
| №642 13.02.84. | Сараево. СССР — ФРГ — 6:1 (4:1, 2:0, 0:0) | Олимпийские игры 1984  |
| СССР: Третьяк; Касатонов (1) — Фетисов, Билялетдинов — Первухин, Стариков — Стельнов; С. Макаров (1) — Ларионов — Крутов (1), Герасимов — Шепелев — Хомутов, Скворцов — Ковин (1) — М. Васильев, Дроздецкий (2) — Тюменев — Кожевников.                                                              | |                        |
| №643 15.02.84. | Сараево. СССР — Швеция — 10:1 (5:0, 4:0, 1:1) | Олимпийские игры 1984  |
| СССР: Третьяк; Касатонов (1) — Фетисов (2), Билялетдинов — Первухин, Стариков (1) — Стельнов; С. Макаров — Ларионов — Крутов (1), Дроздецкий (2) — Тюменев — Кожевников (1), Герасимов (1) — Шепелев — Хомутов, Скворцов (1) — Ковин — М. Васильев.                                                  | |                        |
| №644 17.02.84. | Сараево. СССР — Канада — 4:0 (0:0, 2:0, 2:0) | Олимпийские игры 1984  |
| СССР: Третьяк; Касатонов — Фетисов, Стариков — Стельнов, Билялетдинов — Первухин; С. Макаров — Ларионов — Крутов, Герасимов — Шепелев — Хомутов, Дроздецкий (1) — Тюменев — Кожевников (1), Скворцов (1) — Ковин (1) — М. Васильев.                                                                  | |                        |
| №645 19.02.84. | Сараево. СССР — ЧССР — 2:0 (1:0, 1:0, 0:0) | Олимпийские игры 1984  |
| СССР: Третьяк; Касатонов — Фетисов, Стариков — Стельнов, Билялетдинов — Первухин; С. Макаров — Ларионов — Крутов (1), Скворцов — Ковин — М. Васильев; Дроздецкий — Тюменев — Кожевников (1), Герасимов — Шепелев — Хомутов.                                                                          | |                        |
| №646 09.04.84. | Гётеборг. СССР — Финляндия — 8:2 (3:2, 1:0, 4:0) | Кубок Швеции           |
| СССР: Мышкин; Касатонов (1) — Фетисов, Билялетдинов — Первухин, Стариков — Стельнов, Гусаров — Тюриков; С. Макаров — Ларионов (2) — Крутов, Светлов (2) — Семенов — Жлуктов, Дроздецкий (2) — Немчинов — Хомутов (1), Болдин — Тюменев — Кожевников.                                                 | |                        |
| №647 10.04.84. | Гётеборг. СССР — Швеция — 10:1 (3:1, 2:0, 5:0) | Кубок Швеции           |
| СССР: Третьяк; Касатонов — Фетисов (1), Билялетдинов (1) — Первухин (1), Стариков — Стельнов, Гусаров — Тюриков; С. Макаров — Ларионов (1) — Крутов, Светлов (2) — Семенов — Ковин (1), Дроздецкий — Немчинов — М. Васильев, Болдин — Тюменев (1) — Кожевников (2).                                  | |                        |
| №648 12.04.84. | Карлстад. СССР — ЧССР — 2:7 (1:2, 0:2, 1:3) | Кубок Швеции           |
| СССР: Третьяк; Касатонов — Фетисов, Билялетдинов — Первухин, Стариков — Стельнов, Гусаров — Тюриков; С. Макаров — Ларионов — Крутов, Светлов — Семенов — М. Васильев, Дроздецкий — Немчинов — Хомутов, Болдин — Тюменев — Кожевников (2).                                                            | |                        |
| №649 13.04.84. | Карлстад. СССР — Швеция — 7:3 (3:2, 1:1, 3:0) | Товарищеский матч      |
| СССР: Мышкин; Билялетдинов — Первухин, Стариков (1) — Стельнов, Гусаров — Тюриков, Касатонов (1); С. Макаров (2) — Ларионов — Крутов, Светлов — Семенов (1) — Ковин, Болдин — Жлуктов — Кожевников, Дроздецкий (1) — Немчинов — Хомутов (1), М. Васильев.                                            | |                        |
| №650 19.08.84. | Стокгольм. СССР — Швеция — 4:1 (2:0, 1:1, 1:0) | Товарищеский матч      |
| СССР: Мышкин; Касатонов — Гусаров, Стариков — Стельнов, Билялетдинов — Первухин, И. Гимаев — Татаринов; С. Макаров — Ларионов (1) — Крутов, Герасимов — Немчинов — М. Васильев, Светлов — Семенов (1) — Яшин, Кожевников — Шепелев (1) — Тюменев (1), Скворцов — Ковин — Варнаков.                   | |                        |
| №651 21.08.84. | Гётеборг. СССР — Швеция — 7:3 (3:1, 3:1, 1:1) | Товарищеский матч      |
| СССР: Тыжных; Касатонов — Гусаров, Стариков — Стельнов, Билялетдинов — Первухин, И. Гимаев — Зубков, Татаринов; С. Макаров (1) — Ларионов (2) — Крутов (1), Герасимов — Немчинов — М. Васильев, Светлов — Семенов (1) — Яшин (1), Скворцов — Ковин — Варнаков, Кожевников (1) — Шепелев — Тюменев.   | |                        |
| №652 29.08.84. | Монреаль. СССР — Канада — 5:4 (2:2, 1:0, 2:2) | Товарищеский матч      |
| СССР: Мышкин; Касатонов — Гусаров (1), Билялетдинов — Первухин, Стариков — Стельнов; С. Макаров (1) — Ларионов — Крутов, Скворцов — Ковин — Варнаков, Светлов (1) — Семенов — Яшин (2), Тюменев — Шепелев — Кожевников.                                                                              | |                        |
| №653 02.09.84. | Монреаль. СССР — ЧССР — 3:0 (0:0, 1:0, 2:0) | Кубок Канады           |
| СССР: Мышкин; Касатонов — Гусаров, Стариков — Стельнов, Билялетдинов — Первухин; С. Макаров — Ларионов — Крутов (1), Скворцов (1) — Ковин — Варнаков (1), Светлов — Семенов — Яшин, Кожевников — Шепелев — И. Гимаев.                                                                                | |                        |
| №654 04.09.84. | Калгари. СССР — Швеция — 3:2 (1:0, 1:1, 1:1) | Кубок Канады           |
| СССР: Мышкин; Касатонов — Зубков, Стариков — Стельнов, Билялетдинов — Первухин; С. Макаров (1) — Ларионов — Крутов, Скворцов — Ковин — Варнаков, Светлов (2) — Семенов — Яшин, Шепелев — И. Гимаев — Кожевников.                                                                                     | |                        |
| №655 06.09.84. | Эдмонтон. СССР — ФРГ — 8:1 (0:0, 3:0, 5:1) | Кубок Канады           |
| СССР: Тыжных; Касатонов (1) — Гусаров, Стариков — Стельнов, Билялетдинов — Первухин; С. Макаров (2) — Ларионов (1) — Крутов, Скворцов — Ковин — Варнаков, Светлов (1) — Семенов (2) — Яшин, Кожевников — И. Гимаев — М. Васильев (1).                                                                | |                        |
| №656 08.09.84. | Эдмонтон. СССР — США — 2:1 (1:0, 1:1, 0,0) | Кубок Канады           |
| СССР: Мышкин; Касатонов — Зубков, Билялетдинов — Первухин, Стариков — Стельнов; С. Макаров (1) — Ларионов — Крутов, Светлов — Семенов — Яшин, Скворцов — Ковин — Варнаков (1), Кожевников — И. Гимаев — М. Васильев.                                                                                 | |                        |
| №657 10.09.84. | Эдмонтон. СССР — Канада — 6:3 (2:2, 2:0, 2:1) | Кубок Канады           |
| СССР: Тыжных; Касатонов — Зубков, Стариков — Стельнов, Билялетдинов — Первухин; С. Макаров (1) — Шепелев — Крутов (2), Скворцов — Ковин — Варнаков (1), Светлов — Семенов (1) — Яшин, Кожевников — И. Гимаев (1) — М. Васильев.                                                                      | |                        |
| №658 13.09.84. | Калгари. СССР — Канада — 2:3 (0:0, 0:1, 2:1, доп. время 0:1) | Кубок Канады           |
| СССР: Мышкин; Касатонов — Зубков, Стариков — Стельнов, Билялетдинов — Первухин; С. Макаров (1) — Ларионов — Крутов, Скворцов — Ковин — Варнаков, Светлов (1) — Семенов — Яшин, Шепелев — И. Гимаев — М. Васильев.                                                                                    | |                        |
| №659 08.12.84. | Прага. СССР — ЧССР — 4:4 (1:1, 1:2, 2:1) | Товарищеский матч      |
| СССР: Мышкин; Касатонов (1) — Фетисов (1), Билялетдинов — Первухин, Вожаков — Пятанов, И. Гимаев — Гусаров; С. Макаров (1) — Ларионов — Крутов, Светлов — Семенов — Яшин, Герасимов — Ковин — Варнаков, Зубрильчев — Дроздецкий (1) — Леонов.                                                        | |                        |
| №660 09.12.84. | Прага. СССР — ЧССР — 3:5 (1:1, 1:2, 1:2) | Товарищеский матч      |
| СССР: Мышкин; Касатонов — Фетисов, Билялетдинов — Первухин, Вожаков — Гусаров, Стариков — Стельнов; С. Макаров — Ларионов (1) — Крутов (1), Светлов — Семенов — Леонов, Зубрильчев — Ковин — Варнаков, Дроздецкий — Быков — Хомутов (1), И. Гимаев.                                                  | |                        |
| №661 11.12.84. | Пардубице. СССР — ЧССР — 6:2 (1:1, 3:0, 2:1) | Товарищеский матч      |
| СССР: Мыльников; Касатонов — Фетисов (2), Билялетдинов — Первухин, И. Гимаев — Гусаров, Стариков — Стельнов; С. Макаров — Ларионов (1) — Крутов, Светлов — Семенов (1) — Яшин, Дроздецкий (1) — Жлуктов — Леонов (1), Скворцов — Быков — Варнаков.                                                   | |                        |
| №662 16.12.84. | Москва СССР — ФРГ 6:0 (2:0, 0:0, 4:0) | Приз газеты «Известия» |
| СССР: Мышкин; Касатонов — Фетисов (2), Билялетдинов — Первухин, И. Гимаев — Гусаров, Стариков — Стельнов; С. Макаров (1) — Ларионов — Крутов, Светлов (1) — Семенов — Яшин, Дроздецкий — Жлуктов (1) — Леонов, Скворцов — Быков — Варнаков (1).                                                      | |                        |
| №663 17.12.84. | Москва. СССР — Финляндия — 8:1 (4:0, 1:0, 3:1) | Приз газеты «Известия» |
| СССР: Мыльников; Касатонов (3) — Фетисов (1), Билялетдинов — Первухин, И. Гимаев (1) — Гусаров, Стариков — Стельнов; С. Макаров (1) — Ларионов (1) — Крутов, Светлов — Семенов — Яшин, Дроздецкий — Жлуктов — Леонов, Скворцов — Быков (1) — Варнаков.                                               | |                        |
| №664 19.12.84. | Москва. Судьи Й. Компалла (ФРГ), М. Галиновский, А. Павловский (оба - СССР). СССР — Швеция — 10:0 (4:0, 3:0, 3:0) Голы: Варнаков (Скворцов, Быков, 8), Светлов (Семенов, 13), Дроздецкий (Жлуктов, 14), Яшин (17), Первухин (22, бол), Семенов (Светлов, Яшин, 22), Быков (Варнаков, 37), Макаров (Крутов, 41), Скворцов (Стариков, 48), Крутов (Макаров, 49). | Приз газеты «Известия» |
| СССР: Мышкин; Касатонов — Фетисов, Билялетдинов — Первухин (1), И. Гимаев — Гусаров, Стариков — Стельнов; С. Макаров (1) — Ларионов — Крутов (1), Светлов (1) — Семенов (1) — Яшин (1), Дроздецкий (1) — Жлуктов — Леонов, Скворцов (1) — Быков (1) — Варнаков (1).                                  | |                        |
| №665 21.12.84. | Москва. Судья Й. Компалла (ФРГ). СССР — ЧССР — 5:0 (1:0, 2:0, 2:0) | Приз газеты «Известия» |
| СССР: Мышкин; Касатонов — Фетисов, Билялетдинов — Первухин, И. Гимаев — Гусаров, Стариков — Стельнов; С. Макаров (1) — Ларионов (1) — Крутов (1), Светлов — Семенов — Яшин (1), Дроздецкий — Жлуктов — Леонов (1), Скворцов — Быков — Варнаков.                                                      | |                        |
| 22.12.84. | Москва. СССР — Европа — 7:3 (1:0, 2:3, 4:0) | Товарищеский матч      |
| СССР: Третьяк (Мышкин, Мыльников); Касатонов — Фетисов, Вал. Васильев (Билялетдинов) — Первухин, И. Гимаев — Гусаров, Стариков — Стельнов; С. Макаров (1) — Ларионов (1) — Крутов, Светлов (2) — Семенов (1) — Мальцев (С.Яшин), Дроздецкий — Жлуктов — Леонов (1), Скворцов — Быков (1) — Варнаков. | |                        |

| Матчи Сборной СССР за предыдущие годы (1975—1979) | Матчи Сборной СССР по хоккею, сыграные в 1980—1984 гг. | Матчи Сборной СССР за последующие годы (1985—1989) |